# Leone Escudier
Léon Escudier (Castelnaudary, 17 settembre 1821 – Parigi, 22 giugno 1881) è stato un giornalista e musicologo francese.

## Biografia
Da giovane si trasferì a Parigi dove si dedicò al giornalismo, mettendosi in evidenza fondando, nel 1838 assieme al fratello Marie-Pierre Escudier, il settimanale musicale La France musicale; con lui fondò anche un'importante casa editrice musicale, con la quale diffusero le opere di Giuseppe Verdi.
Negli stessi anni collaborò con numerosi giornali politici, tra i quali il Réveil, Bon Sens, Revue du dix-neuvième siècle, Revue du Nord, Monde, La Patrie.
Dal 1850 al 1858 fu collaboratore e redattore dei giornali Pays e Journal de l'Empire, Le Gascon.
In questo periodo scrisse: Etudes biographiques sur les chanteurs contemporains (1840); Dictionnaire de musique d'après les théoriciens, historiens et critiquies les plus célèbres (1844); Rossini, sa vie et ses œuvres (1854); Vie et aventures des cantatrices célèbres, précédées des musiciens de l'empire et siuvies de la vie anedotique de Paganini (1856).
In questi anni divenne particolarmente noto per essere stato amico di Giuseppe Verdi di cui in Francia era l'editore ufficiale delle opere e di cui aveva promosso la stampa de I vespri siciliani che si rappresentò all'Opéra di Parigi.
Intraprese un lungo carteggio anche con la seconda moglie del Verdi, Giuseppina Strepponi. Nell'agosto del 1852, in visita a Verdi nella sua tenuta di Sant'Agata, ebbe l'onore in nome del governo francese di consegnare a Verdi la medaglia di cavaliere della Legion d'onore.
In quegli anni Escudier propose a Verdi numerosi libretti incentrati su Re Lear, Cleopatra e Don Carlos.
Nel 1862 Léon si separò professionalmente da Marie-Pierre, conservando la proprietà della case editrice e fondando un nuovo giornale, L'Art musical, che stampò fino al suo decesso.
Nel 1870 compilò Mes souvenirs e sei anni dopo fu direttore del Théâtre Italien.
Il testo della melodia L'abandonnée di Verdi, dedicato a Giuseppina Strepponi, fu scritto dai due fratelli Escudier.